# Аноси
Аноси (на френски: Anosy) е един от двадесет и двата региона на Мадагаскар.
- Столица: Толанаро
- Площ: 25 731 км²
- Население (по преброяване през май 2018 г.): 809 313 души
- Гъстота на населението: 31,45 души/км²[1]

Регион Аноси е разположен в провинция Толиара, в южната част на страната и има излаз на Индийския океан. Разделен е на 3 района.